# El pueblo del Círculo Negro
El pueblo del Círculo Negro (titulado originalmente en inglés The People of the Black Circle) es uno de los relatos originales que el autor estadounidense Robert E. Howard escribió para su personaje de espada y brujería Conan el Cimmerio. El relato fue publicado por primera vez en la revista pulp Weird Tales entre los meses de octubre y noviembre de 1934.

## Trama
La muerte de Bunda Chand, rey de Vendhia, a través de una maldición canalizada a su alma a través de un mechón de su cabello lleva a la ascensión al trono de su hermana, la Devi Yasmina, que jura vengarse de sus asesinos, los Adivinos Negros de Yimsha. Conan, por su parte, se ha convertido en el jefe de una tribu de montañeses afghuli. Siete de sus hombres han sido capturados por los vendhios y Yasmina tiene la intención de utilizarlos como garantía para obligar a Conan a matar a los Adivinos. Sin embargo, Conan se infiltra en la fortaleza fronteriza donde están encarcelados y secuestra a la Devi en su lugar (con la intención de intercambiarla por los siete hombres). Los problemas son complicados por Kerim Shah, un agente del rey Yezdigerd de Turan, que arregló la muerte de Bunda Chand con el fin de conducir un ejército a través de las montañas e invadir el país en la posterior confusión y agitación. Su contacto con los Adivinos Negros, Khemsa, se ha enamorado de la doncella de la Devi, Gitara. Ellos deciden a actuar por su cuenta, matar a los siete montañeses y perseguir a Conan y Yasmina para matarlos a los dos también.
Conan escapa hacia las aldeas Afghuli del paso de Zaibar y los montes Himelios (equivalentes Hiborios del Paso Jáiber y el Himalaya). Yar Afzal, jefe de la aldea wazuli, es asesinado por Khemsa y el pueblo se vuelve contra Conan, pero este se las arregla para escapar de nuevo con Yasmina. Khemsa atrapa de nuevo a la pareja, pero su ataque es interrumpido por cuatro Rakhshas de Yimsha. Sus maestros originales matan a Khemsa y Gitara, aturden a Conan y secuestran a Yasmina. Khemsa sobrevive a una caída desde la ladera de la montaña el tiempo suficiente para darle a Conan una advertencia y un ceñidor mágico. Poco después, Kerim Shah y un grupo de Irakzai (iraquíes), también intentando capturara la Devi para el rey Yezdigerd, se encuentran con Conan. Ellos se unen para rescatar a Yasmina, ambos abiertos acerca de sus razones particulares para hacerlo, y se acercan a la montaña de Yimsha. La mayoría de los hombres son asesinados en el intento, pero, a raíz de las advertencias de Khemsa, Conan consigue matar a los Adivinos Negros y rescatar a Yasmina.
Mientras escapan se encuentran con el ejército del rey turanio Yezdigerd en conflicto con los antiguos montañeses de Conan (quienes lo culpan por la muerte de los siete cautivos). A pesar de su actitud, Conan se siente obligado a ayudarlos, pero no puede abandonar a la Devi. Este problema se resuelve cuando llega un ejército vendhio, invadiendo las montañas para rescatar a su reina. Juntos, Conan con sus afghulis y Yasmina con su caballería, destruyen el ejército turanio. Conan se va con los montañeses y la Devi regresa a su país.

## Adaptaciones
Con los títulos alternativos de Wizards of the Black Circle y el título original People of the Black Circle el relato fue adaptado a cómic a partir de diciembre de 1976 por Roy Thomas, John Buscema y Alfredo Alcalá en cuatro números (del 16 al 19) de la colección La espada salvaje de Conan (Savage Sword of Conan #16-19). Esta misma historieta fue reimpresa en 2008 por Dark Horse Comics en el volumen 1 de su propia edición de la colección Savage Sword of Conan. La primera aparición de una traducción al castellano de este tebeo fue la que Ediciones Vértice publicó en España en enero de 1977 en el número 43 de su colección Relatos salvajes, con el título El pueblo del Círculo Negro. Comics Forum publicó más tarde su propia traducción en el número 11 de su colección Super Conan, de la que más adelante llegó a publicar una segunda edición.